# (3402) Wisdom
(3402) Wisdom es un asteroide perteneciente al grupo de los asteroides que cruzan la órbita de Marte descubierto por Edward L. G. Bowell desde la Estación Anderson Mesa, en Flagstaff, Estados Unidos, el 5 de agosto de 1981.

## Designación y nombre
Wisdom recibió al principio la designación de 1981 PB.
Más tarde, en 1988, se nombró en honor del astrónomo estadounidense Jack Wisdom.

## Características orbitales
Wisdom orbita a una distancia media del Sol de 2,132 ua, pudiendo acercarse hasta 1,535 ua y alejarse hasta 2,728 ua. Su excentricidad es 0,2797 y la inclinación orbital 4,854 grados. Emplea 1137 días en completar una órbita alrededor del Sol.

## Características físicas
La magnitud absoluta de Wisdom es 15 y el periodo de rotación de 4,995 horas.